# Konflikt (film, 1945)
Konflikt är en amerikansk film från 1945 i regi av Curtis Bernhardt.

## Handling
Efter fem års äktenskap anklagas Richard Mason av sin fru Kathryn för att ha förälskat sig i dennes syster Evelyn, något han varken förnekar eller dementerar. Richard skadas senare lindrigt i en bilolycka. Han låtsas vara mer skadad än han verkligen är och när frun åker iväg på en tur till en turistanläggning uppe i bergen tar han tillfället i akt och arrangerar en bilolycka där frun omkommer. Men snart börjar Mason undra om hon verkligen dog. Fruns tillhörigheter börjar på ett märkligt sätt dyka upp runt omkring honom.

## Rollista
- Humphrey Bogart - Richard Mason
- Alexis Smith - Evelyn Turner
- Sydney Greenstreet - dr. Mark Hamilton
- Rose Hobart - Kathryn Mason
- Charles Drake - professor Norman Holsworth
- Grant Mitchell - dr. Grant
- Patrick O'Moore - Egan
- Ann Shoemaker - Nora Grant
- Ed Stanley - Philips